# Sinthusa virgo
Sinthusa virgo är en fjärilsart som beskrevs av Henry John Elwes 1887. Sinthusa virgo ingår i släktet Sinthusa och familjen juvelvingar. Inga underarter finns listade i Catalogue of Life.